# Tenaún

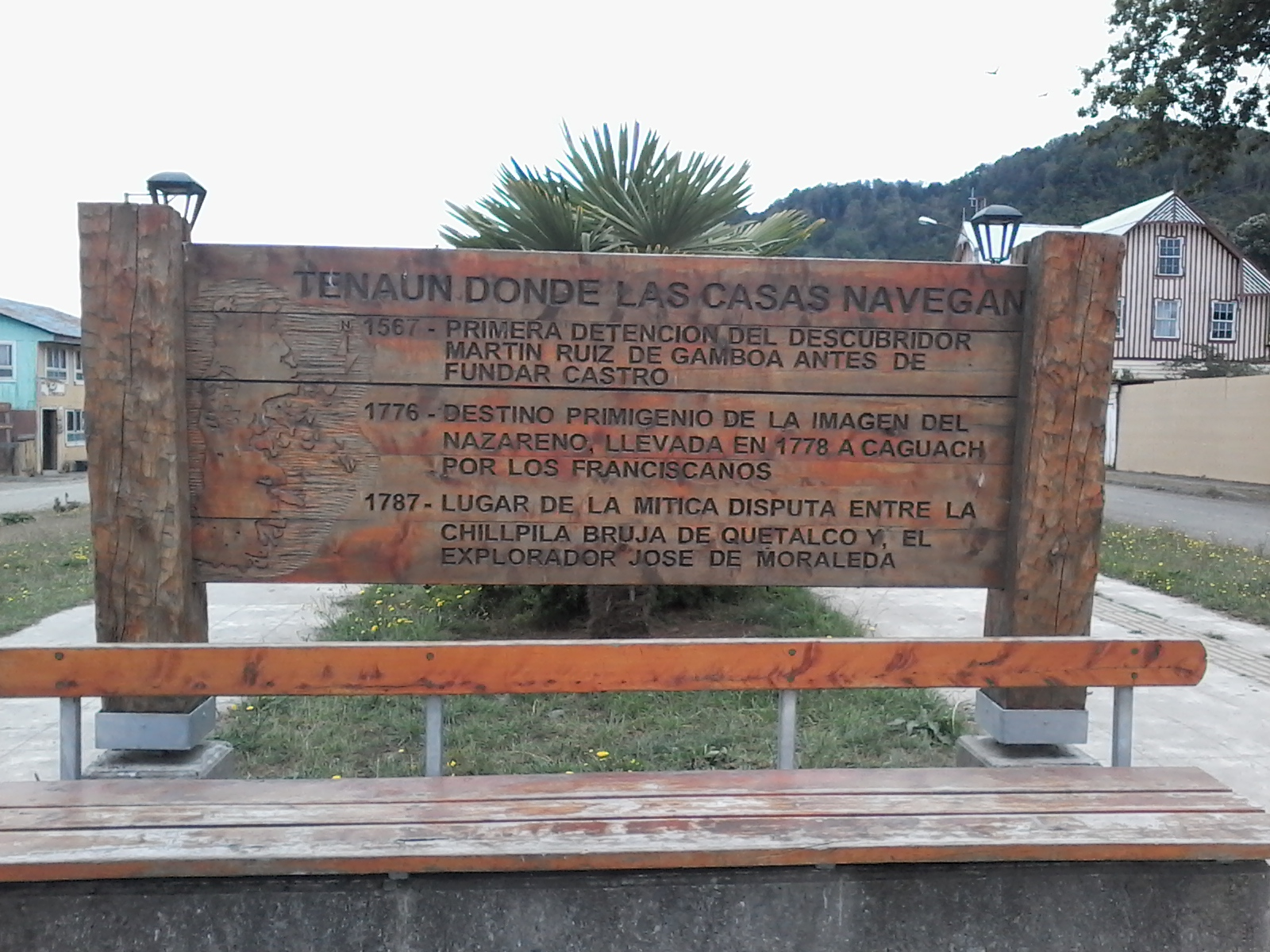
Cartel con los hitos históricos de Tenaún.

Tenaún es una localidad chilena ubicada a la costa este de la comuna de Dalcahue, ciudad a la que pertenece, en la Isla Grande de Chiloé. Está ubicada a unos 36 kilómetros de Dalcahue, 28 kilómetros de Quemchi y a 54 km de Castro por carretera.  

## Toponimia e historia
La palabra Tenaún quiere decir «tres cerros» o «tres colinas» en la lengua mapuche huilliche, la lengua de los antiguos habitantes huilliches del sector.
Es una de las comunidades más antiguas de Chiloé, por donde pasara Martín Ruiz de Gamboa en 1567, en su campaña de exploración geográfica del Archipiélago de Chiloé, en búsqueda del asentamiento principal como capital de la colonización de esta misma, como puerto estratégico para la colonización de la provincia, fundándose posteriormente en la ciudad de Castro. Tenaún fue siempre un centro estratégico en la historia de Chiloé, su cercanía con las islas y el pacífico, le hizo un puerto de importancia a través del sur de Chile para la actividad comercial de maderas y otros productos agrícolas. Además, fue uno de los centros religiosos misionales más importantes del sur de Chile en el proceso de evangelización hacia las islas menores del mar interior, resaltando sacerdotes misioneros trascendentes como el padre Hilario Martínez, quien traslado el santo de Jesús Nazareno a la isla de Cahuach para su devoción y Fray Norberto Fernández en lo que involucra la construcción de iglesias chilotas.

Tenaún se caracteriza por el estilo de sus casas, neocoloniales y de influencia alemana, muchas de ellas fueron trasladadas por mar o por tierra a través del sistema tradicional denominado “minga de tiradura de casa”, hasta tal punto que en algunos lugares se le conoce a Tenaún como  “el pueblo donde las casas navegan”. 

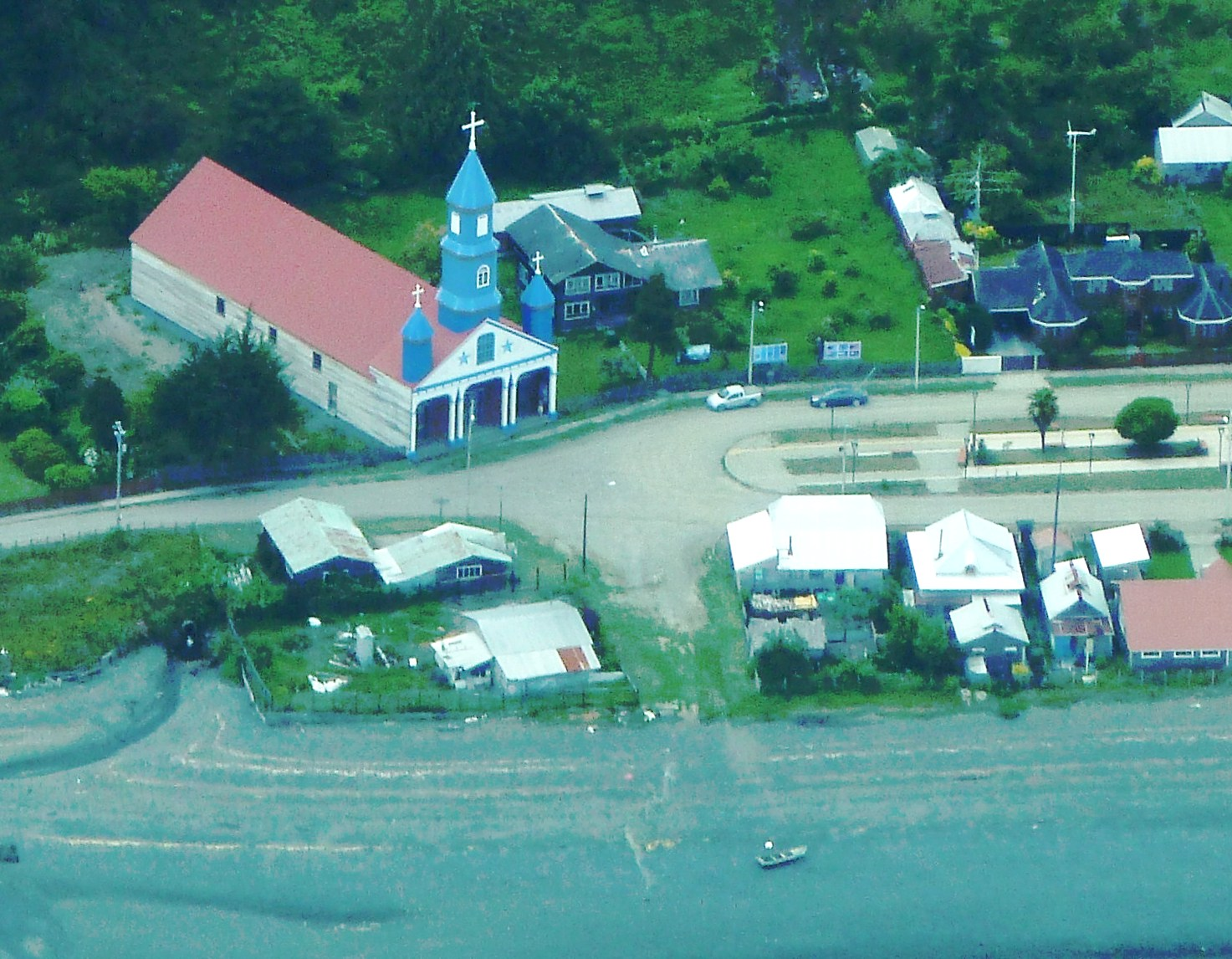
Tenaún desde arriba.

Fue fundada en 1567, año en que los conquistadores españoles, liderados por Martín Ruiz de Gamboa, se establecieron en Chiloé luego de fundar Castro. El villorrio surgió como un poblado de comerciantes que extraían alerce desde las islas Chauques.
El pueblo mantiene sus características originales y es reconocido por ser un foco de permanencia de las tradiciones chilotas. En virtud de su valor cultural, el 5 de noviembre del 2004 fue declarado Monumento Nacional en categoría de Zona Típica.
El 4 de septiembre de 2015 Tenaún es declarado Zona Urbana por la Municipalidad de Dalcahue debido a las condiciones requeridas para poseer tal reconocimiento.

## Atractivos
Tenaún se caracteriza por el estilo de sus casas, algunas de ellas de estilo neo-colonial y de influencia alemana, mientras otras se caracterizan por estar revestidas con tejuelas de alerce. Varias de estas últimas fueron llevadas a Tenaún por tierra e incluso por mar, a través del sistema tradicional chilote denominado minga de tiradura de casa, hasta tal punto que el lugar es conocido como «el pueblo donde las casas navegan».
La plaza alargada es otro de los emblemas del poblado, conformada por dos fachadas que forman un conjunto reconocible y con identidad propia, marca un límite entre las casas altas, que dan hacia el cerro, y las bajas que dan hacia el mar.

Una de las tradiciones más arraigadas en este pueblo es la Minga, la que consiste en el traslado de casas por tiraduras a través del mar o tierra. En la zona, esta tradición reviste un evento social de gran participación que favorece la interacción y el sentido comunitario fuertemente enraizado en la identidad chilota.

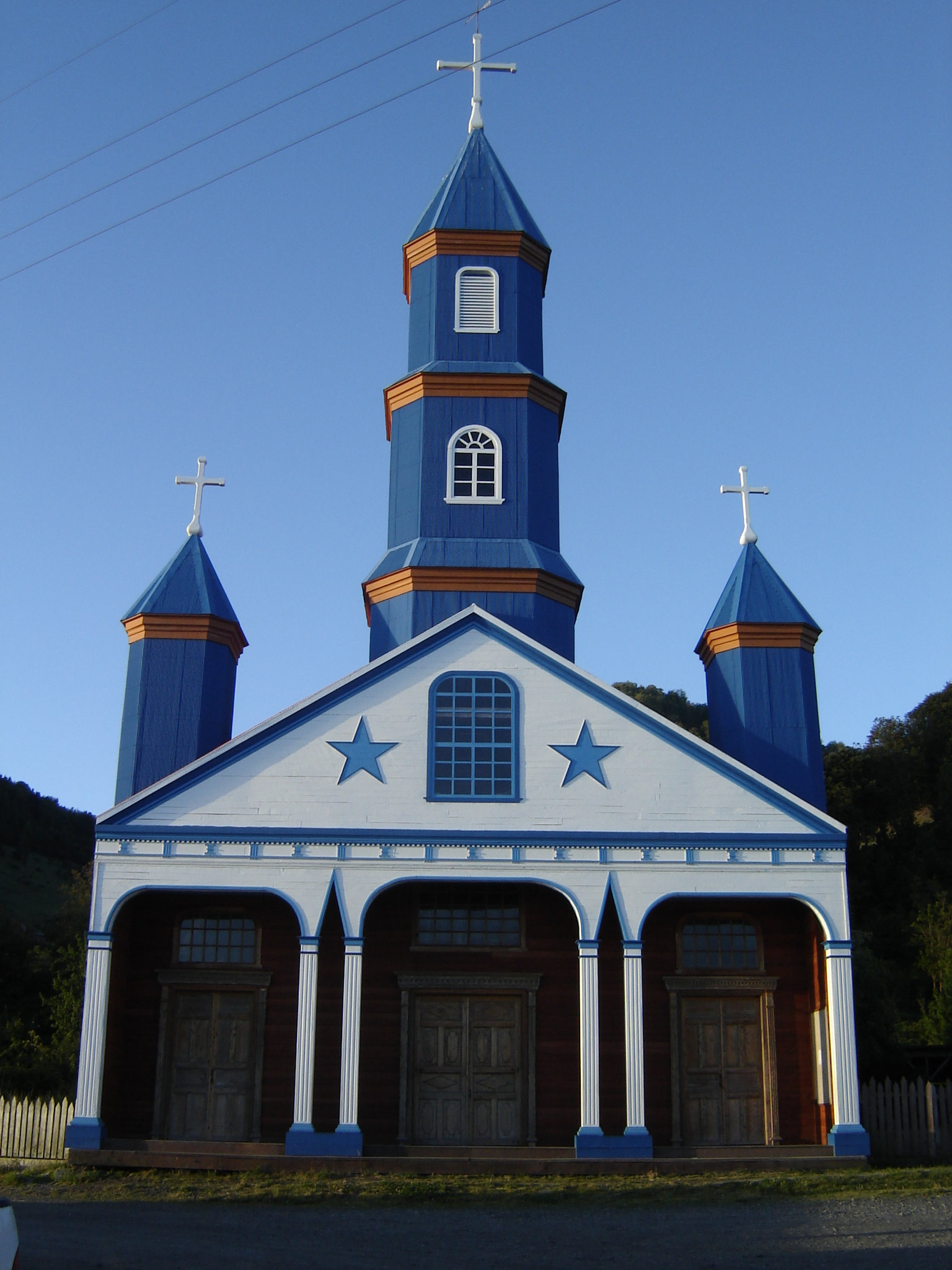
Iglesia de Tenaún.

Su iglesia, denominada Nuestra Señora del Patrocinio, es Monumento Nacional (1999) y fue declarada Patrimonio de la Humanidad por la UNESCO en el año 2000, junto con otras Iglesias de Chiloé. Fue construida en 1837 por el sacerdote franciscano Roberto Fernández, y luego fue refaccionada con un estilo neoclásico. Tiene una torre principal y dos torres menores a cada lado, lo que podría significar las tres colinas de Tenaún o el misterio de la Santísima Trinidad.  Su gigantesca y maravillosa iglesia cuenta con una torre principal y dos torres menores a cada lado que le acompañan en el tiempo, lo que podría significar las tres colinas de Tenaún o el misterio de la trinidad. Esta iglesia de grandes proporciones tiene lápidas en sus paredes interiores desde mediados del siglo XIX, lo cual habla de la antigüedad e importancia de este gran cenero religioso, espiritual y social del pueblo de Tenaún.
Cada verano se celebra el Encuentro de Cultores del Acordeón, en este evento se reúnen diversos de acordeonistas de Chiloé y otras zonas para presentar sus trabajos, creaciones y piezas musicales con este instrumento.
También durante el verano se celebra el Aniversario de Tenaún, donde no sólo la comunidad local está invitada, sino también los turistas y cualquier interesado en ser parte de una nueva conmemoración en honor de un nuevo cumpleaños de la Villa la que se extiende durante una semana con diferentes actividades.
Además, en el pueblo se encuentran varias edificaciones de gran importancia histórica y cultural, como la Casona Bahamonde-Werner, que debido a su relevancia, ha sido restaurada en 2 ocasiones.  (enlace roto disponible en Internet Archive; véase el historial, la primera versión y la última).
 

Como el poblado tiene un importante nivel turístico, este cuenta con una amplia y variada cantidad de hostales, hospedajes y zonas de camping para atender a los visitantes como también los lugares de importancia en la localidad, como la Gruta de la Virgen, el Cerro Mirador, los edificios que han sido restaurados últimamente, entre otros lugares.

Fotos de la localidad
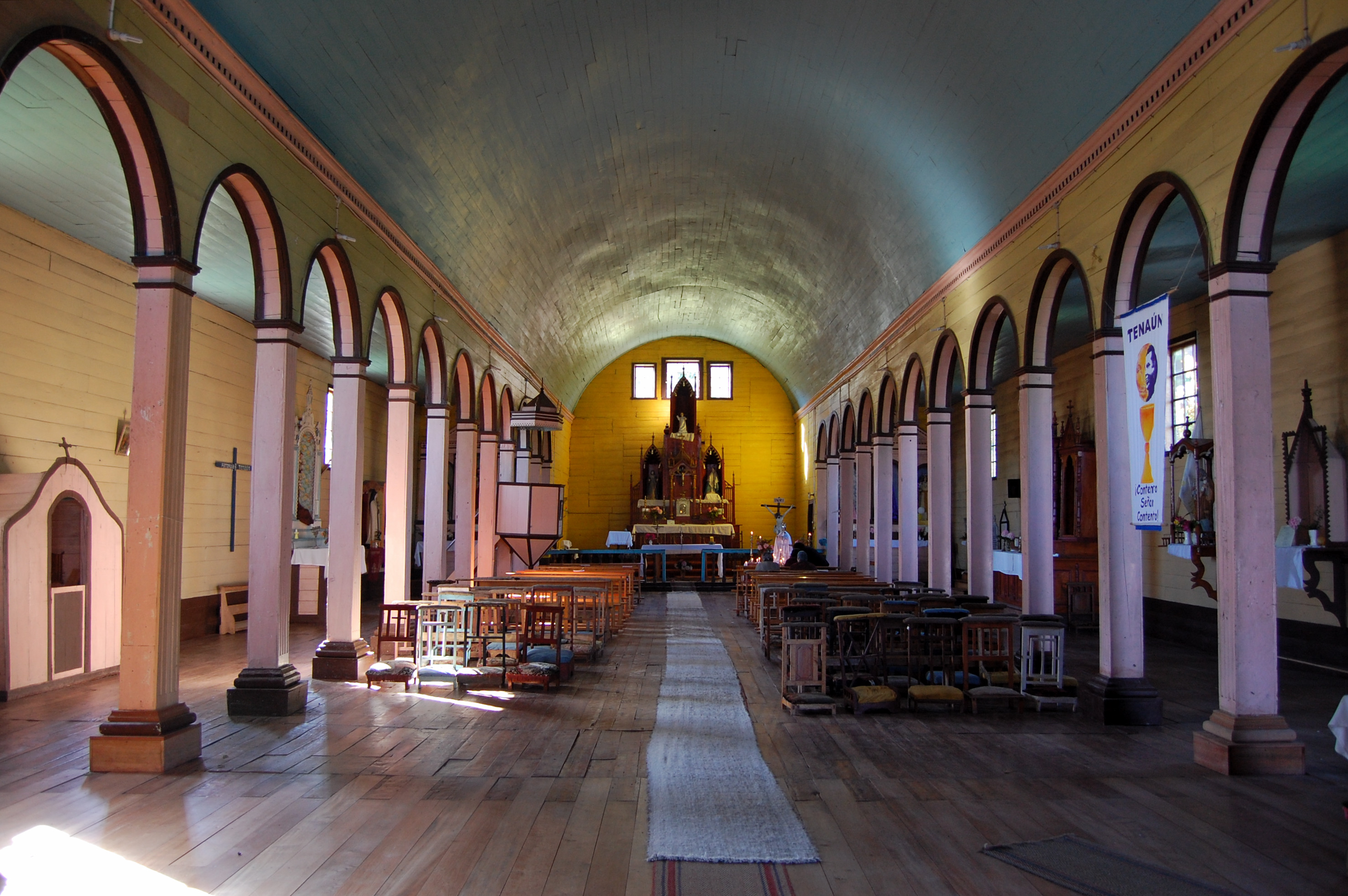
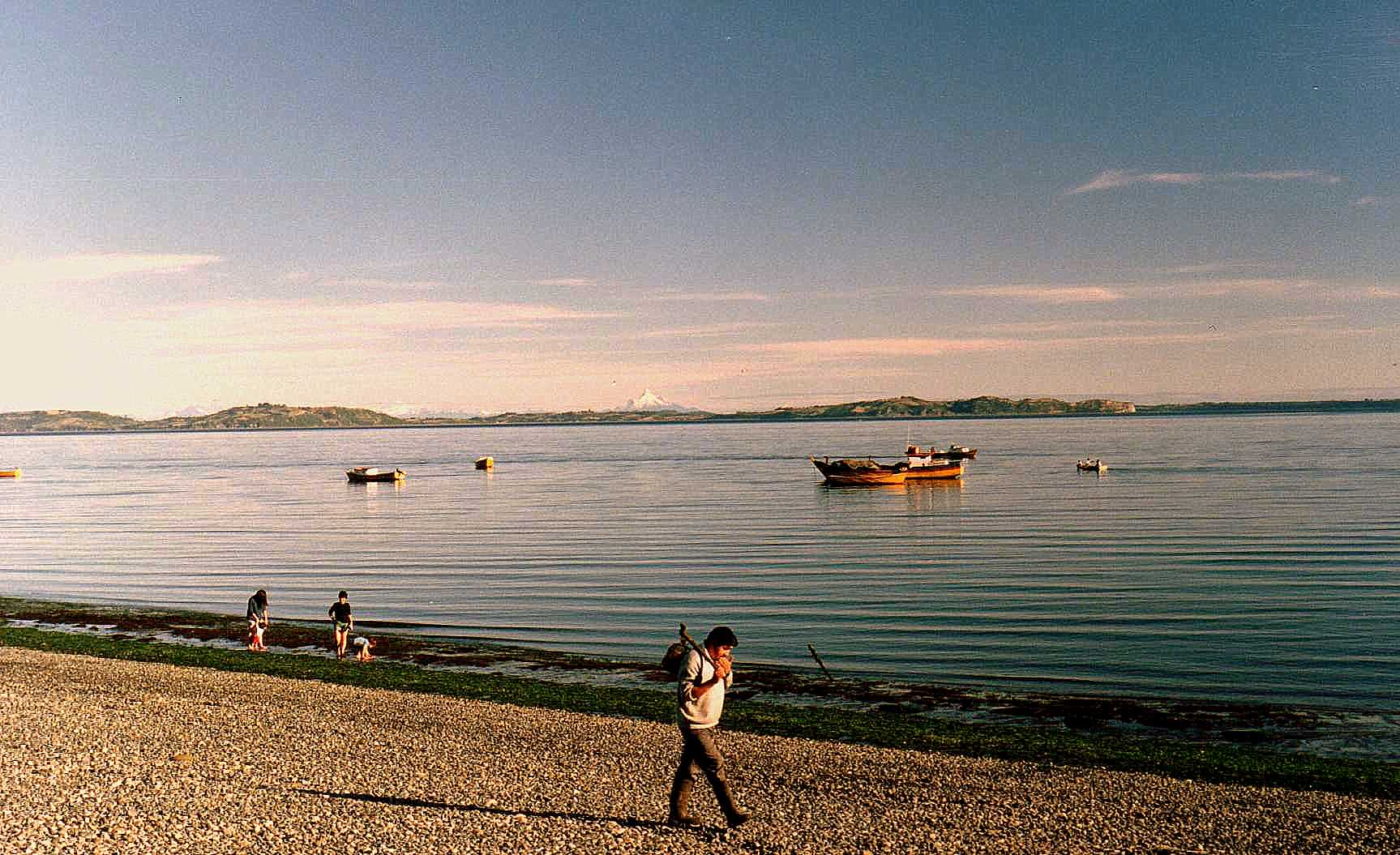
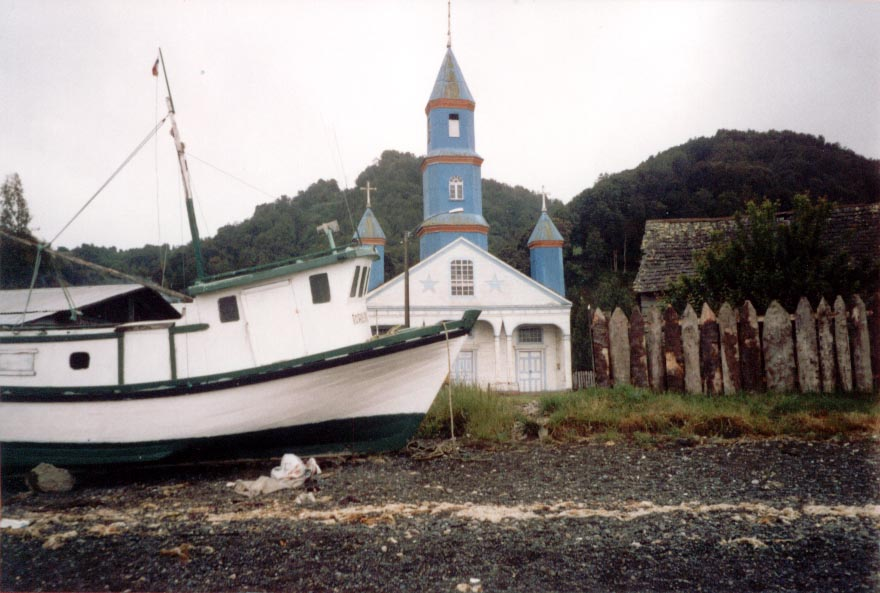
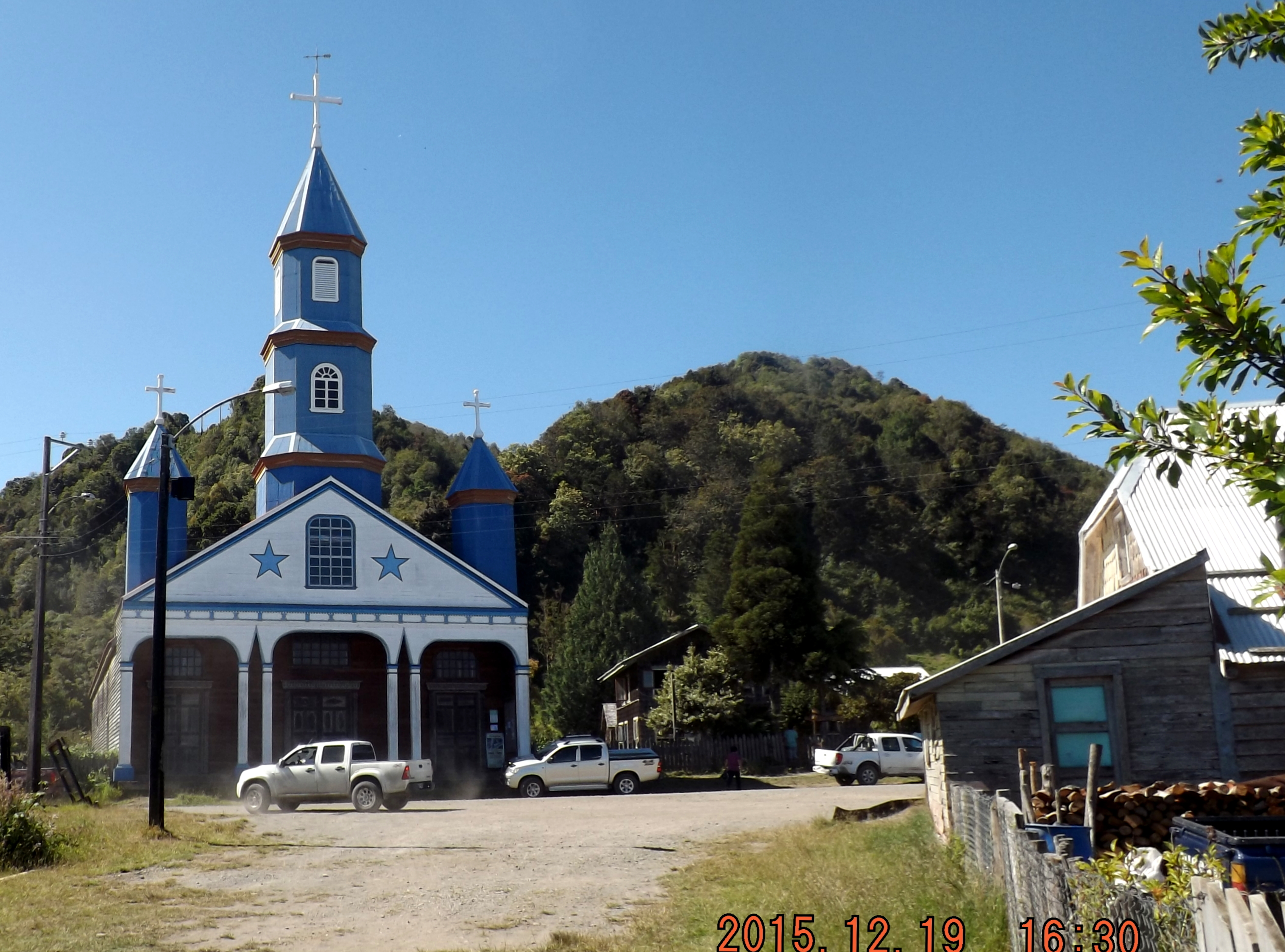
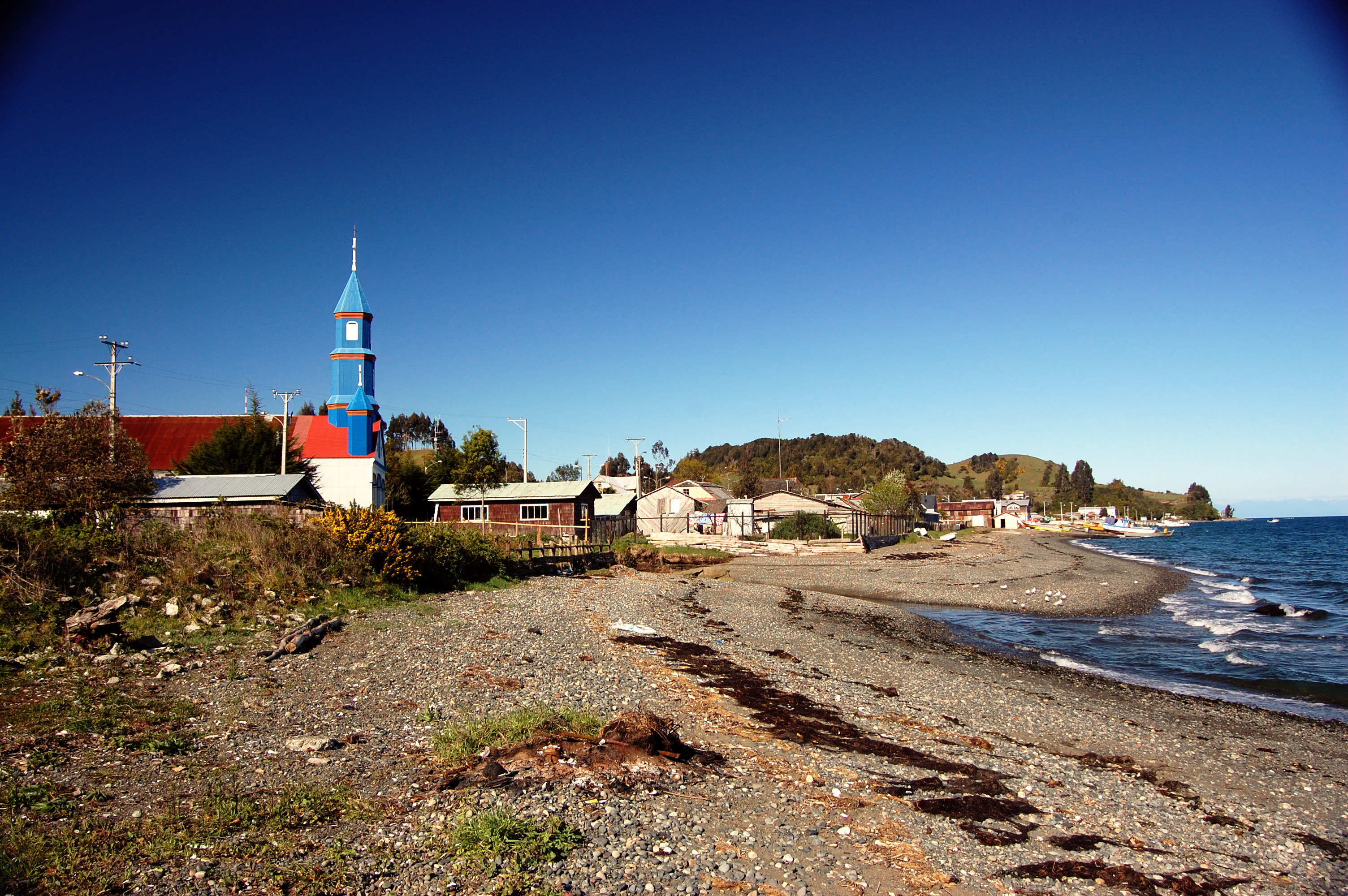
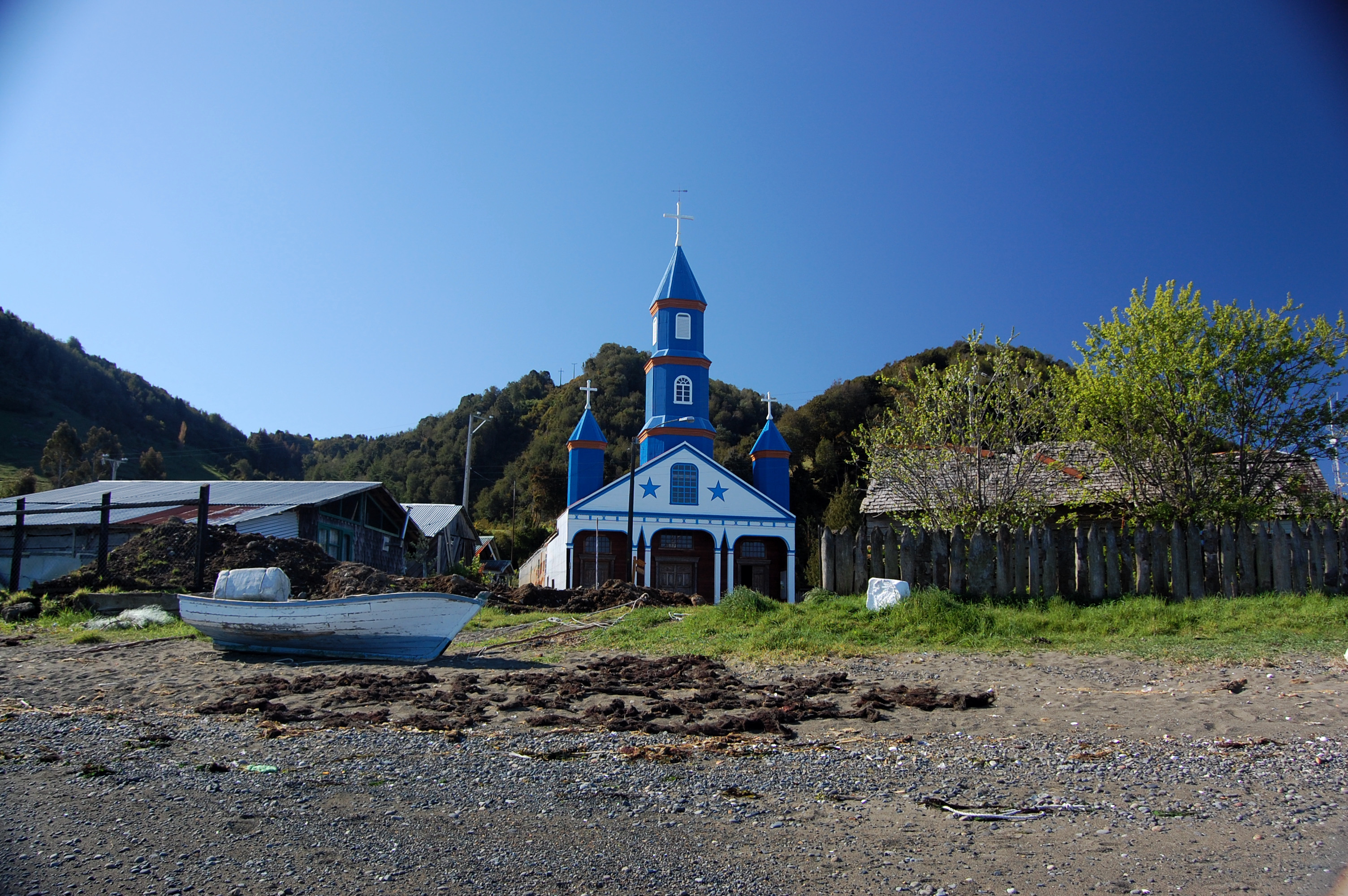
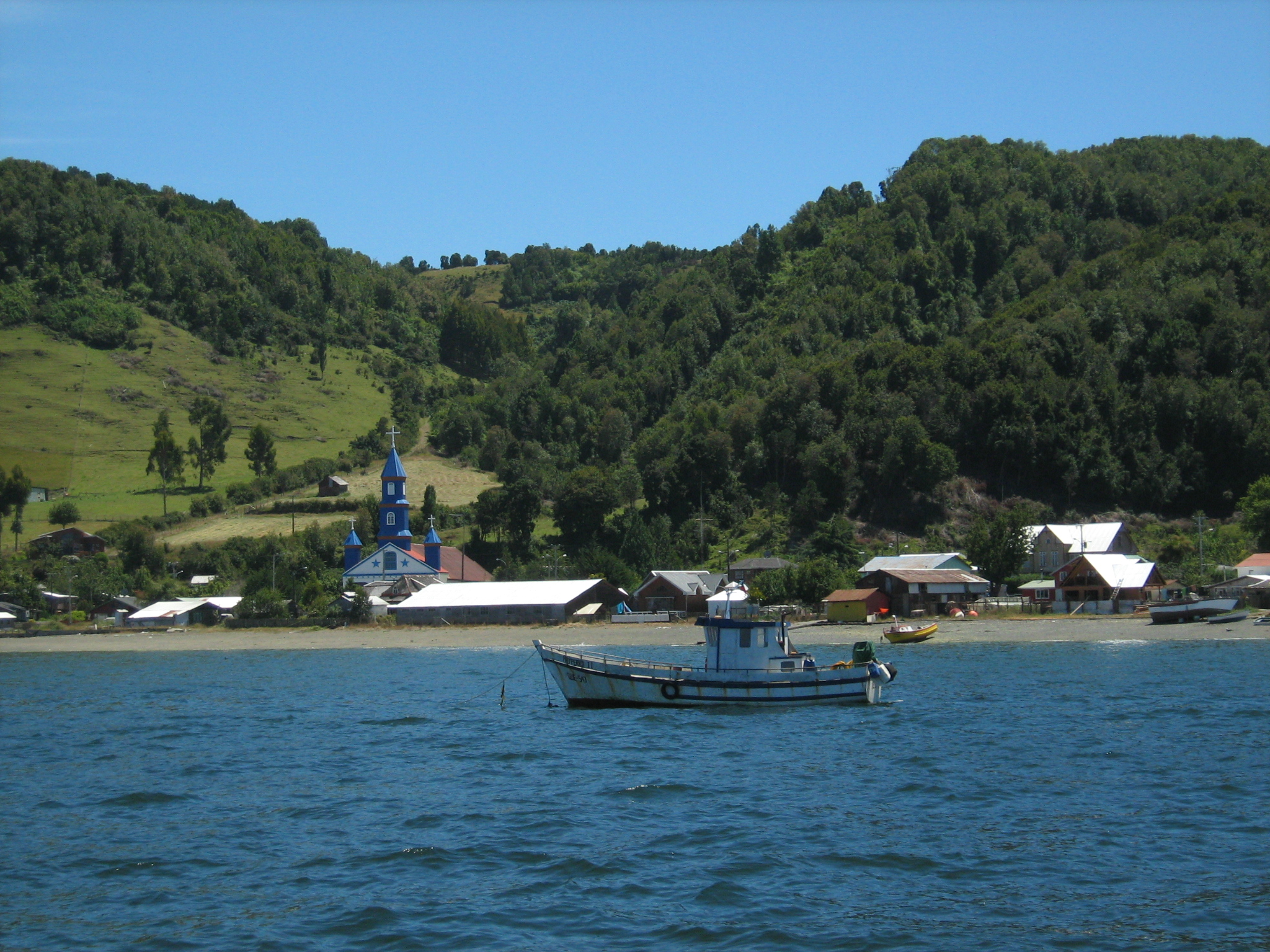